# 交換卡片
交換卡片，或稱收藏卡、集換式卡片，是提供交換與收集目的而製作的觀賞、遊戲用卡片。
一般的交換卡片為紙製塑膠膜材質，表面印有各種不同圖案。尺寸與電話卡或信用卡相近。通常一種題材（明星卡、偶像卡、球員卡等）會製作成數十至數百種圖樣，每小包裝封入一或多張。大多數交換卡片商品的內容物為隨機，讓買家不容易湊齊整套。卡片正面通常印有動畫（卡通）角色或明星的圖樣，背面為相關資料、個人檔案，或統一樣式。
包裝內的卡片多半會分成不同的稀有度，普通卡（Common、C卡）、非普通卡（Uncommon、U卡）、稀有卡（Rare、R卡）。某些商品的R卡或比R卡更稀有等級的卡片，會製作成閃卡，中国大陆称金卡，可以撕開表層作為貼紙，表面印製成鐳射閃亮有光澤。閃卡曾經在1990年代香港風靡一時，許多小商店都設有賣閃卡的自助售賣機。同時閃卡亦分為白卡（沒有閃亮部分的小卡）、閃卡、閃中閃卡、立體（凹凸）閃卡等不同種類。
香港在1990年代，抽卡、集卡、交換和買賣閃卡成為當時中學生、小學生們的潮流玩意，亦有兒童以閃卡玩類似拍公仔紙的遊戲，有些更會賭閃卡。随着互联网的发展，大众接触各类照片机会增多，闪卡逐渐淡出市面。